# Мачу Пикчу
Мачу Пикчу (на кечуа: Machu Pikchu, буквален превод „Стар връх“) е съвременното име на архитектурен комплекс в южната част на днешно Перу, построен от инките през XV век. Той влиза в Списъка на световното културно и природно наследство на ЮНЕСКО от 1983 г.
Дворците, храмовете и домовете са на 2430 m надморска височина в Андите. Наричан е още „Изгубеният град на инките“. Създаден е като свещена планинска резиденция на великия владетел на инките Пачакути, век преди неговата империя да падне, тоест приблизително към 1440 г., и е функционирал до 1532 г., когато испанците нахлуват в територията на империята. През 1532 г. всичките му жители тайнствено изчезват. Въпреки че мястото е известно на местните, то остава неизвестно за испанците през колониалния период, както и за останалия свят, докато американският историк Хайръм Бингам III не го популяризира през 1911 г.

## История
След завладяването на Перу от испанците, бунтовният инка Манко Капак II тайно се измъква от Куско и се установява северозападно от Олантайтамбо в дълбините на джунглата, където основава град наречен Вилкабамба. След дълги години сражения с инките, през 1572 г. испанците атакуват Вилкабамба и връщат последния инка Тупак Амаро (наследник и половин брат на Манко) в Куско, където го екзекутират.
Със скромните си размери Мачу Пикчу не може да претендира за ролята на голям град – в него има не повече от 200 строителни съоръжения. Като цяло това са храмове, резиденции, складове и други помещения. В голямата си част те са изработени от добре обработен камък и плътно прилепнали една в друга плочи. Предполага се, че там са живеели до 1200 души, които се прекланяли пред бога на Слънцето (Инти) и отглеждали селскостопански култури на терасите. Площта на светилището е 325,92 km². Средната надморска височина е 2350 m.
За града на инките, който векове наред се е крил от чужди очи високо в джунглата на перуанските Анди (2350 m) над река Урубамба, и неговите обитатели няма останали писмени сведения (инките не са имали писменост). Не е ясно и защо са го напуснали – една теория казва, че ги е прогонила епидемия от едра шарка. Смята се, че градът е бил населен, докато испанците превземат Перу през 1532 г. Археологическите разкопки показват, че може би Мачу Пикчу не е бил обикновен град, а курорт или цитадела за елита на инките. В него е имало огромен палат и храмове. Малко хора са живели в Мачу Пикчу по време на дъждовния сезон, когато първенците са го напускали. Вероятно мястото е избрано заради уникалното си местоположение и геоложки особености – планинската верига зад Мачу Пикчу наподобява лице на инка, гледащ към небето, а носът му е най-високият връх Хуайна Пикчу (Младият връх).
В Мачу Пикчу има 140 различни конструкции, над 100 каменни стълбища, фонтани, свързани помежду си с канали и дренажна система, издълбана в скалите. Според археолозите той е бил разделен на три големи сектора: свещен, народен и за аристокрацията. В първия са основните археологически съкровища на града – Интихуана – Слънчевата наблюдателница, до нея – Храмът на слънцето – единственото запазено светилище на главния бог на инките – Виракоча, а до него прочутият Храм с трите прозореца изграден от огромни каменни блокове и наречен така заради трите трапецовидни отвора, Дворецът на Великия жрец с огромен камък в средата, където са се извършвали жертвоприношения.
Покорителите на земите на инките били запленени от легендите за скрити безценни съкровища. Векове по-късно митовете за неизвестен град, в който велможите на инките заровили големи товари със злато, докато се крили от нашествениците, повеждат младия американски историк и преподавател в университета в Йейл, Хирам Бингъм из долината на река Урубамба. Местни хора го отвеждат в каньона на реката, откъдето по лъкатушеща тясна пътека той се изкачва на хълма и открива най-невероятния град на инките напълно запазен и пуст. Датата е 24 юли 1911 г. Бингъм не успява да открие града с митичното злато, но самият Мачу Пикчу окупира въображението на хората по света с удивителната си архитектура – издигнат високо, така че никога да не бъде намерен. Първата книга на Бингъм носи заглавието „Изгубеният град на инките“. Той пише още книги и множество статии в следващите години. По време на пътешествията си из Перу той успява да получи всевъзможни разрешителни от властите в Лима, което му позволява да занесе в Йейл около 5000 предмета от цитаделата.
Перу обявява, че ще започне съдебни процедури, за да си върне хилядите артефакти от Йейл. Днес властите в Лима твърдят, че в началото на XX век са се съгласили с преместването на находките само с условието, че те ще бъдат върнати. От Йейл обаче отвръщат, че при събирането на предметите са следвани стандартните практики за времето и че предлагат разумна оферта да върнат някои от артефактите. От Перу плашат, че ще повдигнат иск в САЩ, след като тригодишните преговори са завършили без споразумение. От университета казват, че са предложили да работят с перуанското правителство и да организират паралелни експозиции с предмети на инките в Йейл и в нов музей, който ще бъде построен в Перу. Лима си иска обратно артефактите, за да бъдат показани на голяма изложба, с която да отбележи 100-годишнината от откриването на Мачу Пикчу.

## География
Мачу Пикчу лежи на 13,164 градуса южно от екватора. Разположен е на 80 km северозападно от Куско, на билото на планина с надморска височина от 2430 m. Това е един от най-важните археологически обекти в Южна Америка и една от най-посещаваните туристически забележителности на континента, както и най-посещаваната в Перу. Мачу Пикчу има влажен и сух сезон, като повече от валежите падат в периода от октомври до април.
Мачу Пикчу се намира над завой на река Урубамба, която обгражда мястото от три страни, където скалите имат вертикален наклон с височина 450 m до основата им при реката. Областта често бива обвивана от сутрешни мъгли от реката. Мястото на града в миналото е военна тайна, а неговите отвесни урви и стръмни планини предоставят естествена защита. Въженият мост Инка над река Урубамба при каньона Понго де Маиник предоставя таен вход на армията на инките. Друг мост е построен западно от Мачу Пикчу на място, където има пространство от 6 m в скалите.
Градът лежи в седловина между двете планини Мачу Пикчу и Хуайна Пикчу и има ясна гледка към двете долини по-долу и почти недостъпна планина отзад. Разполага със запаси на вода от извори, които не могат лесно да се блокират. Хълмовете към града са осеяни с тераси, представляващи допълнително обработваема земя, както и препятствие за евентуалните изкачващи се нашественици. Терасите намаляват ерозията на почвата и предоставят защита от свлачища. Два високопланински маршрута от Мачи Пикчу преминават през планините до Куско. И двата могат да се блокират много лесно в случай, че нашественици ги приближат.